# Порядные
Порядные, или порядные записи, также порядные грамоты, — обязательственные документы XVI и XVII вв., излагавшие условия (др.-рус. ряд), на которых свободные люди рядились в крестьяне; арендные договоры, древнейший из которых датируется 1556 годом.
Один из основных источников для изучения процесса крестьянского прикрепления в Русском государстве XVI и XVII вв.; образцы были напечатаны в «Актах юридических» и в «Архиве исторических и практических сведений», изд. Н. В. Калачовым.

## Краткая история
Первые порядные относятся к XVI веку, хотя, по словам профессора В. И. Сергеевича, «порядок, в них обозначенный, сложился гораздо ранее».
Самый простой вид порядных представляли те случаи, когда крестьянин садился на разработанный уже участок с готовыми постройками. Содержание таких порядных исчерпывалось определением размера снимаемого участка и принимаемых крестьянином обязанностей за пользование им (работа на землевладельца и уплата ему денежного и хлебного оброка). Такова древнейшая дошедшая до нас порядная грамота 1556 г..
Гораздо сложнее содержание порядных тех крестьян, которые снимали новые земли или давно запущенные старые. В этих случаях нужно было расчистить пахотную землю от лесных зарослей, огородить её, исправить постройки или возвести их вновь, для чего почти всегда съёмщики получали льготы и подмогу деньгами, скотом и хлебом. Последняя возвращалась крестьянами в случае их ухода без выполнения принятых на себя обязанностей. Для предупреждения отказов от снятой земли позже стали вносить в порядную грамоту неустойки, нередко вдвое превышавшие подмогу.
С прикреплением крестьян к земле в порядные вошло запрещение перехода. Порядные исчезли после Уложения Алексея Михайловича, которое ввело новый способ поступления в крестьянство — записку в крестьяне в поместном приказе.

## Подробная история
Каждый владелец стремился поселить на своей земле как можно большее количество крестьян и привязать их к земле как можно прочнее. Со всяким новым поселенцем владелец заключал особое письменное условие или «порядную».

### Условия ряда
Если крестьянин приглашался на готовый участок, только что покинутый предшественником, с готовыми надворными строениями и инвентарем, с разработанной пашней, то условия ряда были наименее льготны.
Но иногда надворные строения были ветхи, пашня запущена; иногда поселенец садился на совершенно новый участок, так что и двор ставить, и пашню расчищать приходилось вновь. В таких случаях изменялись и условия порядной: крестьянин освобождался на несколько (2—10) лет от платежа государственных податей и владельческого оброка, получал «ссуду» или «подмогу» от нанимателя. Исполнение обязательств крестьянина обеспечивалось обыкновенно денежной неустойкой («др.-рус. зарядом»).
Порядившись в «крестьянство», поселенец сохранял за собой право уйти от своего хозяина; но уходу должен был предшествовать «отказ», который тогда только считался правильным, когда происходил в определённый законом срок, по окончании осенних работ (неделя до и после осеннего Юрьева дня, 26 ноября), и когда, при том, поселенцем были выполнены все его обязательства. В противном случае, оставление участка считалось незаконным, а оставивший его крестьянин — беглым.
Получая участок земли, поселенец обыкновенно обязывался пахать на хозяина пашню, пропорционально размерам полученного участка (обыкновенно — на пять десятин шестую). В «порядные» часто вносились и обязательства делать всевозможное «изделье» на владельца: возить дрова, молоть муку, чинить постройки и т. д.

### XVII век
Со второй четверти XVII в. крестьянская «порядная» или «ссудная запись» осложняется чертой, присущей холопству, — запрещением для должника возвращать долг по служилой кабале; крестьянин, рядясь с хозяином, сам лишал себя права уплатить долг и выйти когда-нибудь из крестьянства.
Вместе с этим и другие холопские черты проникают в практику крестьянских договоров. Крестьянин сам давал хозяину обязательство «всякую страду страдать и оброк платить, чем он изоброчит», сам соглашался жить, «где государь ни прикажет, в вотчине или в поместье, где он изволить поселить»; один крестьянин даже согласился на то, что «вольно ему, государю моему, меня продать и заложить».

## Изучение порядных
В XIX веке наиболее подробно порядные записи были изучены Ив. Д. Беляевым («Крестьяне на Руси») и В. О. Ключевским (в «Русской мысли» 1885 г., статьи «Происхождение крепостного права в России», также университетские курсы). Публиковались также замечания В. И. Сергеевича в «Русских юридических древностях» (т. I, СПб., 1890) основываются исключительно на печатном материале.